# Klaus Dieter Wolff
Klaus Dieter Wolff, auch Klaus D. Wolff, (* 1. Juli 1935 in Breslau; † 22. November 2007) war ein deutscher Verwaltungsjurist. Er war Gründungspräsident der Universität Bayreuth.

## Leben
Klaus Dieter Wolff studierte Rechtswissenschaften und wurde 1964 mit einer Arbeit über die Individualberechtigung aus Abkommen im internationalen Steuerrecht an der Ludwig-Maximilians-Universität München zum Dr. iur. promoviert. Nach dem zweiten juristischen Staatsexamen wurde er für das Bayerische Staatsministerium des Innern tätig. 1964 wechselte er in das Bayerische Kultusministerium. Dort war er verantwortlich für die Organisation für die neuzugründende Universität Regensburg, ab 1967 wurde er als Verwaltungsjurist direkt für die Universität Regensburg tätig. 1968 wurde Wolff stellvertretender Geschäftsführer im Wissenschaftsrat in Köln und war an zahlreichen Neugründungen von deutschen Universitäten und Fachhochschulen beteiligt. 
1971 gründete sich der Strukturbeirat für die Neugründung der Universität Bayreuth unter Vorsitz von Wolfgang Wild. 1973 wurde Klaus Dieter Wolff zum Gründungspräsidenten der Universität Bayreuth ernannt, zu Vizepräsidenten wurden Wolfgang Wild und Walter Schmitt Glaeser bestellt. 1979 und 1985 wurde Wolff jeweils für weitere sechs Jahre Amtszeit als Präsident der Universität Bayreuth gewählt und stand insgesamt 18 Jahre an der Spitze der Hochschule. 1991 wurde Helmut Buettner zu seinem Nachfolger als Universitätspräsident gewählt.

## Wirken
Die von Wolff aufgestellten Grundsätze zur Hochschulgliederung, zur Forschungsausrichtung und zum Studienbetrieb der Universität Bayreuth wurden später auch von anderen deutschen Universitäten übernommen und stellten einen Standard der Hochschulpolitik in Deutschland dar.
Er setzte zahlreiche Wissenschaftskonzepte und Hochschulpartnerschaften der Bayreuther Universität im nationalen und internationalen Rahmen um und war wesentlich am Aufbau des Afrikainstitutes, des Bayerischen Forschungsinstitutes für Experimentelle Geochemie und Geophysik (Bayerisches Geoinstitut), dem Institut für Terrestrische Ökosystemforschung (BITÖK) und dem Aufbau der Fakultät für Angewandte Naturwissenschaften beteiligt. 
Nach der Wende setzte er sich für die sächsischen und thüringischen Universitäten ein, insbesondere als Vorsitzender des Kuratoriums der TU Chemnitz und Gründungsbeauftragter für die Universität Erfurt, und engagierte sich für die Eingliederung in das bundesdeutsche Hochschulsystem. 
Wolff engagierte sich wesentlich für die European University Association (EUA) und die Eingliederung der Universitäten in den baltischen Ländern und die Universitäten im ehemaligen Jugoslawien sowie den Bologna-Prozess. Seit 1996 gehört er außerdem als einziger deutscher Vertreter einem Gremium an, das für die Europäische Rektorenkonferenz Universitäten bewertet. Er war Gründer und langjähriger Vorsitzender der Evaluierungsagentur Acquin.

## Ehrungen und Auszeichnungen
- Bundesverdienstkreuz 1. Klasse (1988)
- Bayerischer Verdienstorden (1990)
- Ehrensenatorwürde der Universität Bayreuth (1991)
- Professor honoris causa durch das Land Sachsen (1998)[6]
- Ehrendoktorwürde der Hochschule für Musik Franz Liszt Weimar (2000)
- Goldener Ehrenring der Stadt Bayreuth

## Sonstiges
In Wolffs Amtszeit als Präsident der Universität Bayreuth fiel 1987 die Bestellung des damals 83-jährigen Regisseurs Arthur Maria Rabenalt zum Honorarprofessor. Wegen antisemitischer und rassistischer Inhalte in dessen Werken wie … reitet für Deutschland (1941) und Das Filmbett (1982) war diese Ernennung nicht unumstritten. Zudem stand der Vorwurf im Raum, Rabenalt habe den Professorentitel durch die Gründung einer Stiftung „erkauft“. Wolff verteidigte dessen Berufung und relativierte gegenüber der örtlichen Tageszeitung Nordbayerischer Kurier Rabenalts antisemitisches Wirken. Wole Soyinka, nigerianischer Träger des Nobelpreises für Literatur, bat die Universität Bayreuth in diesem Zusammenhang, auf die für einen Monat später vorgesehene Verleihung der Ehrendoktorwürde an ihn vorerst zu verzichten.
Seit 2015 verleiht der Rotary Club Bayreuth-Eremitage in Verbindung mit der Universität Bayreuth den mit 2000 Euro dotierten Klaus-Dieter-Wolff-Preis für soziales, gesellschaftliches und kulturelles Engagement. Die Preisträger sollen aufgrund ihrer Leistungen und ehrenamtlichen Verdienste Vorbild und Ansporn für den akademischen Nachwuchs sein.
Die bisherigen Preisträger waren:
- 2015 Drei Studentinnen[9]
- 2016 Helene Steigertahl[10]
- 2017 Glashaus e.V.[11]
- 2018 Katharina Fink[12]
- 2019 Lisa Ramershoven[13]
- 2020 Die Summer[14]
- 2021 Oladapo Opayemi Ajayi[15]